# Frank-Walter Steinmeier
Frank-Walter Steinmeier (Detmold, 5 de gener de 1956) és un polític alemany del Partit Socialdemòcrata d'Alemanya (SPD) que, des del 2017, és el 12è President d'Alemanya i, per tant, el cap d'Estat del seu país. Va arribar al càrrec en guanyar la votació a l'Assemblea federal d'Alemanya amb el 74% dels vots (931 vots de 1.260 totals).
Anteriorment, havia dirigit l'equip del canceller Gerhard Schröder del 1999 al 2005. Del 2005 al 2009, va ser ministre d'Afers Exteriors, i del 2007 al 2009 també vicecanceller del govern de coalició d'Angela Merkel. Paral·lelament, fou també president de torn del Consell de la Unió Europea durant el primer semestre de 2007. Durant un temps molt breu, el 2008, va ser president del seu partit. Finalment, abans d'acceptar el càrrec de President, des del desembre de 2013 fins al gener de 2017, va tornar a encarregar-se del Ministeri Federal d'Afers Exteriors.

## Vida privada
En aprovar l'examen d'accés a la universitat, Steinmeier va fer el servei militar entre 1974 i 1976 i, seguidament va estudiar Dret i Ciències Polítiques a la Universitat Justus Liebig de Giessen.
Steinmeier és protestant calvinista i membre actiu d'una congregació religiosa a Neukölln, Berlín. Està casat amb Elke Büdenbender, a qui el 24 d'agost de 2010 va donar un ronyó, amb la qual té una filla.